# Дефлокулянт
Дефлокулянт (рос. дефлокулянт, англ. deflocculating agent, deflocculant, нім. Entflocker m, Dispergens n, Dispergiermittel n) – хімічний реагент, що запо-бігає флокуляції (або руйнує флокули) глинистих частинок бурового розчину. Як Д. застосовують неорганічні та органічні речовини: лігносульфонати, гумати, високо-молекулярні полімерні сполуки. Витрати Д., як правило, 0,1-0,2%. 